# Spółka powiązana
Spółka powiązana – spółka kapitałowa w której inna spółka handlowa albo spółdzielnia dysponuje bezpośrednio lub pośrednio co najmniej 20% głosów na zgromadzeniu wspólników albo na walnym zgromadzeniu, także jako zastawnik lub użytkownik, albo na podstawie porozumień z innymi osobami lub która posiada bezpośrednio co najmniej 20% udziałów albo akcji w innej spółce kapitałowej,